# Knebel (singolo)
Knebel è un singolo del supergruppo tedesco/svedese Lindemann, pubblicato il 1º novembre 2019 come terzo estratto dal secondo album in studio F & M.

## Video musicale
Il videoclip, diretto da Zoran Bihać, è stato girato tra Russia e Germania ed è caratterizzato da svariati contenuti espliciti.

## Tracce
Testi di Till Lindemann, musiche di Till Lindemann e Peter Tägtgren.
1. Knebel – 3:50

## Formazione
Gruppo
- Till Lindemann – voce, arrangiamento
- Peter Tägtgren – strumentazione, programmazione, arrangiamento

Altri musicisti
- Clemens Wijers – arrangiamenti orchestrali aggiuntivi

Produzione
- Peter Tägtgren – produzione, ingegneria del suono, registrazione, missaggio
- Jonas Kjellgren – registrazione della batteria
- Svante Forsbäck – mastering